# جون برينكوس
جون برينكوس (2 يوليو 1971 – 31 مايو 2025) منتج ومخرج أمريكي. وهو المؤسس المشارك والرئيس التنفيذي المشارك لشركة بيز للإنتاج، وهي شركة إنتاج متخصصة في إنشاء برامج تلفزيون الواقع.